# Straight Outta Compton
Straight Outta Compton es el primer álbum de estudio del grupo estadounidense NWA. Fue lanzado el 8 de agosto de 1988 bajo la discográfica Universal Music Group. Fue producido por, Arabian Prince, Doctor Dre y DJ Yella y las letras fueron escritas por Ice Cube y MC Ren, en su mayoría.
Su título hace referencia al lugar de origen del grupo, Compton, California. El álbum ha sido visto como un disco pionero del gangsta rap, la presencia casi constante de letras violentas y blasfemas contribuyó al nacimiento de dicho nuevo subgénero de rap. Ha sido considerado como "rompedor" por los críticos musicales y tuvo un enorme impacto en la evolución del west coast hip hop.[cita requerida]
En 2003, en una edición especial, la revista Rolling Stone posicionó el álbum en el puesto 144 de su lista de los 500 mejores álbumes de todos los tiempos.

## Lista de canciones
| N.º   | Título                           | Letras                                               | Duración |  |
| 1.    | «Straight Outta Compton»         | Tracy L. Curry, O'Shea Jackson, Lorenzo J. Patterson | 4:18     |  |
| 2.    | «Fuck tha Police»                | Tracy L. Curry, O'Shea Jackson, Lorenzo J. Patterson | 5:45     |  |
| 3.    | «Gangsta Gangsta»                | O'Shea Jackson                                       | 5:36     |  |
| 4.    | «If It Ain't Ruff»               | Lorenzo J. Patterson                                 | 3:34     |  |
| 5.    | «Parental Discretion Iz Advised» | Tracy L. Curry, O'Shea Jackson, Lorenzo J. Patterson | 5:15     |  |
| 6.    | «8 Ball» (Remix)                 | O'Shea Jackson                                       | 4:52     |  |
| 7.    | «Something Like That»            | Lorenzo J. Patterson                                 | 3:35     |  |
| 8.    | «Express Yourself»               | O'Shea Jackson                                       | 4:25     |  |
| 9.    | «Compton's N The House» (Remix)  | Lorenzo J. Patterson                                 | 5:20     |  |
| 10.   | «I Ain't Tha 1»                  | O'Shea Jackson                                       | 4:54     |  |
| 11.   | «Dopeman» (Remix)                | O'Shea Jackson                                       | 5:20     |  |
| 12.   | «Quiet On Tha Set»               | Lorenzo J. Patterson                                 | 3:59     |  |
| 13.   | «Something 2 Dance 2»            | Kim R. Nazel                                         | 3:23     |  |
| 60:16 |                                  |                                                      |          |  |

| Reedición de 2002 |                                         |                                                      |          |  |
| N.º               | Título                                  | Letras                                               | Duración |  |
| 14.               | «Express Yourself» (Extended Mix)       | O'Shea Jackson, Lorenzo J. Patterson                 | 4:42     |  |
| 15.               | «Bonus Beats» (Instrumental)            | Antoine Carraby, Andre R. Young                      | 3:03     |  |
| 16.               | «Straight Outta Compton» (Extended Mix) | Tracy L. Curry, O'Shea Jackson, Lorenzo J. Patterson | 4:53     |  |
| 17.               | «A Bitch Iz A Bitch»                    | O'Shea Jackson                                       | 3:10     |  |
| 15:48             |                                         |                                                      |          |  |

## Muestras
| 1. Straight Outta Compton: - "Funky Drummer" de James Brown. - "You'll Like It Too" de Funkadelic. - "West Coast Poplock" de Ronnie Hudson & The Street People. - "Get Me Back On Time, Engine No. 9" de Wilson Pickett. - "Amen, Brother" de The Winstons. - "One For The Treble" de Davy DMX. 2. Fuck Tha Police: - "Funky President (People It's Bad)" de James Brown. - "It's My Thing" de Marva Whitney. - "Boogie Back" de Roy Ayers. - "Feel Good" de Fancy. - "Funky Drummer" de James Brown. - "Ruthless Villain" de Eazy E. - "Be Thankful For What You Got" de William DeVaughn. 3. Gangsta Gangsta: - "Weak At The Knees" de Steve Arrington. - "Troglodyte" de Jimmy Castor Bunch. - "Be Thankful For What You Got" de William DeVaughn. - "Impeach The President" de The Honey Drippers. - "NT" de Kool & The Gang. - "Funky Worm" de Ohio Players. - "Prison" de Richard Pryor. - "My Philosophy" de Boogie Down Productions (KRS One). - "La Di Da Di" de Doug E Fresh y Slick Rick. - "Girls" de Beastie Boys. - "Ruthless Villain" de Eazy E. 4. If It Ain't Ruff: - "A Star In The Ghetto" de Average White Band. - "Quiet On Tha Set" y "Straight Outta Compton" de NWA. - "Ruthless Villain" de Eazy E. - "Don't Believe The Hype" de Public Enemy. 5. Parental Discretion Iz Advised: - "I Turned You On" de The Isley Brothers y Dave "Baby" Cortez. 6. 8 Ball: - "It's My Beat" de Sweet Tea. - "Be Thankful For What You Got" de William DeVaughn. - "Yes, We Can Can" de Pointer Sisters. - "(You Gotta) Fight For Your Right (To Party!)", "The New Style", "Girls", "Paul Revere" y "Hold It, Now Hit It" de Beastie Boys. - "Terminator X Speaks With His Hands" y "Too Much Posse" de Public Enemy. - "Hollywood Swinging" de Kool & The Gang. - "Let's Get It On" de Marvin Gaye. - "Go See The Doctor" de Kool Moe Dee. - "Boyz N The Hood" de Eazy E. - "My Melody" de Eric B & Rakim. 7. Something Like That: - "Down On The Avenue" de Fat Larry's Band. - "Take The Money And Run" de Steve Miller Band. - "I Think I'll Do It" de ZZ Hill. | 8. Express Yourself: - "Express Yourself" de Charles Wright & The Watts 103rd Street Rhythm Band. - "Dopeman" de NWA. 9. Compton's N The House: - "Something Like That" de NWA. 10. I Ain't Tha 1: - "The Message (Inspiration)" de Brass Construction. 11. Dopeman: - "Dance To The Drummer's Beat" de Herman Kelly & Life. - "Funky Worm" de Ohio Players. - "My Posse" de CIA. 12. Quiet on the Set: - "Down To The Grissle" de Cool C. - "Funky Drummer" de James Brown. - "I Get Lifted" de George McCrae. - "Rock Creek Park" de The Blackbyrds. - "Take The Money And Run" de Steve Miller Band. - "Straight Outta Compton" de NWA. - "On The Bugged Tip" de Big Daddy Kane. - "Rebel Without A Pause" de Public Enemy. 13. Something 2 Dance 2: - "You're The One for Me" de D Train. - "Dance To The Music" de Sly & The Family Stone. |

## Créditos
- Antoine Carraby: producción.
- Tracy L. Curry: letras (1, 2, 3, 5).
- O'Shea Jackson: letras (1, 2, 3, 5, 6, 8, 10, 11), voz.
- Kim R. Nazel: letras (13).
- Lorenzo J. Patterson: letras (1, 2, 3, 4, 5, 7, 9, 12), voz.
- Eric L. Wright: letras (1), voz.
- Andre R. Young: letras (1), producción, voz.

## Posición en listas
| Año  | Lista                                    | Mejor posición |
| ---- | ---------------------------------------- | -------------- |
| 1989 | Billboard 200 (US)                       | 37             |
| 1991 | Top 50 Albums (AU)                       | 51             |
| 1991 | Official Top 40 Albums (NZ)              | 43             |
| 2003 | Official Irish Albums Chart Top 50 (IE)  | 20             |
| 2003 | Official Albums Chart Top 100 (UK)       | 35             |
| 2015 | Ö3 Austria Top 40 Longplay (Albums) (AT) | 55             |
| 2015 | Top 50 Albums (AU)                       | 8              |
| 2015 | Albums Top 100 (CH)                      | 54             |
| 2015 | Top 100 Albums (DE)                      | 36             |
| 2015 | Top Albums (FR)                          | 17             |
| 2015 | Official Irish Albums Chart Top 50 (IE)  | 7              |
| 2015 | FIMI Albums Chart (IT)                   | 15             |
| 2015 | Topp 40 Albums (NO)                      | 38             |
| 2015 | Billboard 200 (US)                       | 6              |